# Villa di Domiziano (Castel Gandolfo)
La villa albana di Domiziano, conosciuta in latino come Albanum Domitiani o Albanum Caesaris, è stata una villa romana fatta costruire dall'imperatore Tito Flavio Domiziano (81-96) venti chilometri fuori Roma, sui Colli Albani, nell'antico ager albanus (toponimo direttamente legato alla mitica metropoli latina di Alba Longa).
Oggi i resti della villa si trovano in gran parte all'interno della zona extraterritoriale delle Ville Pontificie di Castel Gandolfo, e per il resto nei territori comunali di Castel Gandolfo ed Albano Laziale, nella città metropolitana di Roma.

## Storia

### Le preesistenze

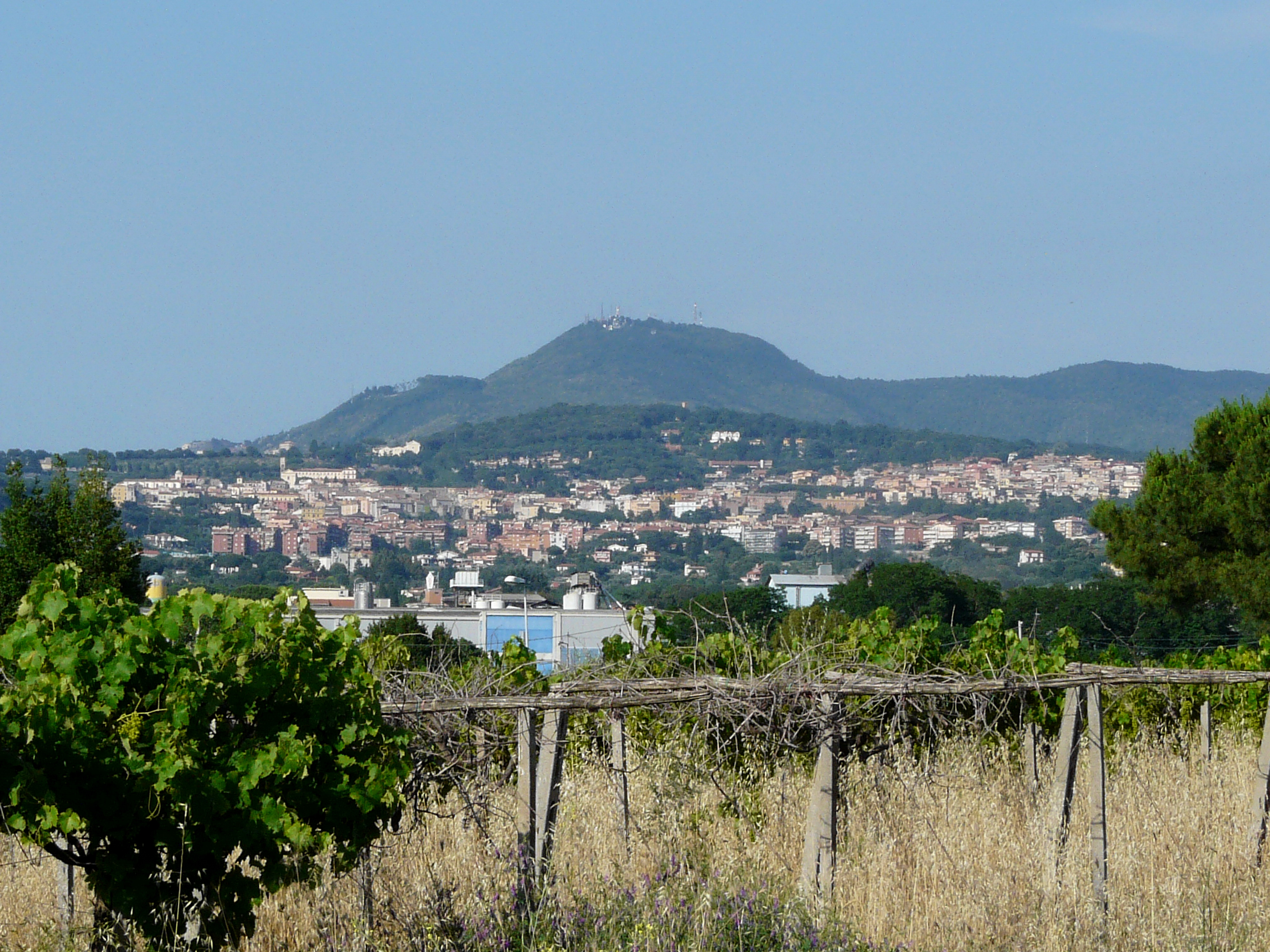
Monte Cavo ed Albano Laziale sovrastata dal Colle dei Cappuccini.

Comunemente si ritiene di stabilire intorno all'antichissimo cratere vulcanico riempito dal lago Albano il sito della leggendaria capitale della Lega Latina, Alba Longa, che sarebbe stata fondata dal figlio di Enea, Ascanio. Non c'è tuttavia accordo tra gli studiosi riguardo l'esatta collocazione dell'antica città, di cui sembrano non restare tracce archeologiche. Pino Chiarucci ritiene di collocarla sul versante meridionale, tra il Colle dei Cappuccini e Palazzolo; Antonio Nibby e Girolamo Torquati ritennero di collocarla sul versante nord-orientale, tra Costa Caselle e Pozzo Carpino; Giuseppe Lugli pensò al sito dell'attuale centro storico di Castel Gandolfo. Attualmente, la prima ipotesi sembrerebbe la più condivisa, ma l'indirizzo degli archeologi in mancanza di prove certe è continuamente mutevole.
Di certo la memoria di questa città, mitica madre di Roma, ha segnato per sempre la toponomastica dei luoghi: l'attuale Monte Cavo era chiamato dagli antichi mons Albanus (probabilmente vi si venerava Giove Laziale), l'attuale lago Albano conserva tradotta la sua denominazione antica di lacus Albanus, l'intera regione era chiamata ager Albanus. Il nome è stato poi trasmesso all'odierna cittadina di Albano Laziale, nata dopo il III secolo intorno alle strutture dei Castra Albana.
Alba Longa fu rasa al suolo nel VI secolo a.C., ed il Latium vetus annesso al dominio romano. Con la progressiva espansione romana, i Colli Albani divennero sede di numerose ville patrizie suburbane. Sono stati rinvenuti in particolare i resti di due grandi ville sulla via Appia Antica, attribuite una a Publio Clodio Pulcro e l'altra a Gneo Pompeo Magno; oltre a queste, si sono trovate varie ville di età repubblicana sparse sulle rive del lago e non solo. Sappiamo da fonti documentarie che avevano proprietà nell'ager Albanus svariati personaggi. Tutte queste proprietà caddero, in un modo o nell'altro, in proprietà del demanio pubblico: all'epoca di Ottaviano Augusto la straordinaria concentrazione di ville divenute di proprietà imperiale diede vita all'Albanum Caesaris, una sconfinata tenuta imperiale.
La prima villa imperiale fu abitata certamente da Tiberio, Caligola e Nerone.

### Gli interventi di Domiziano

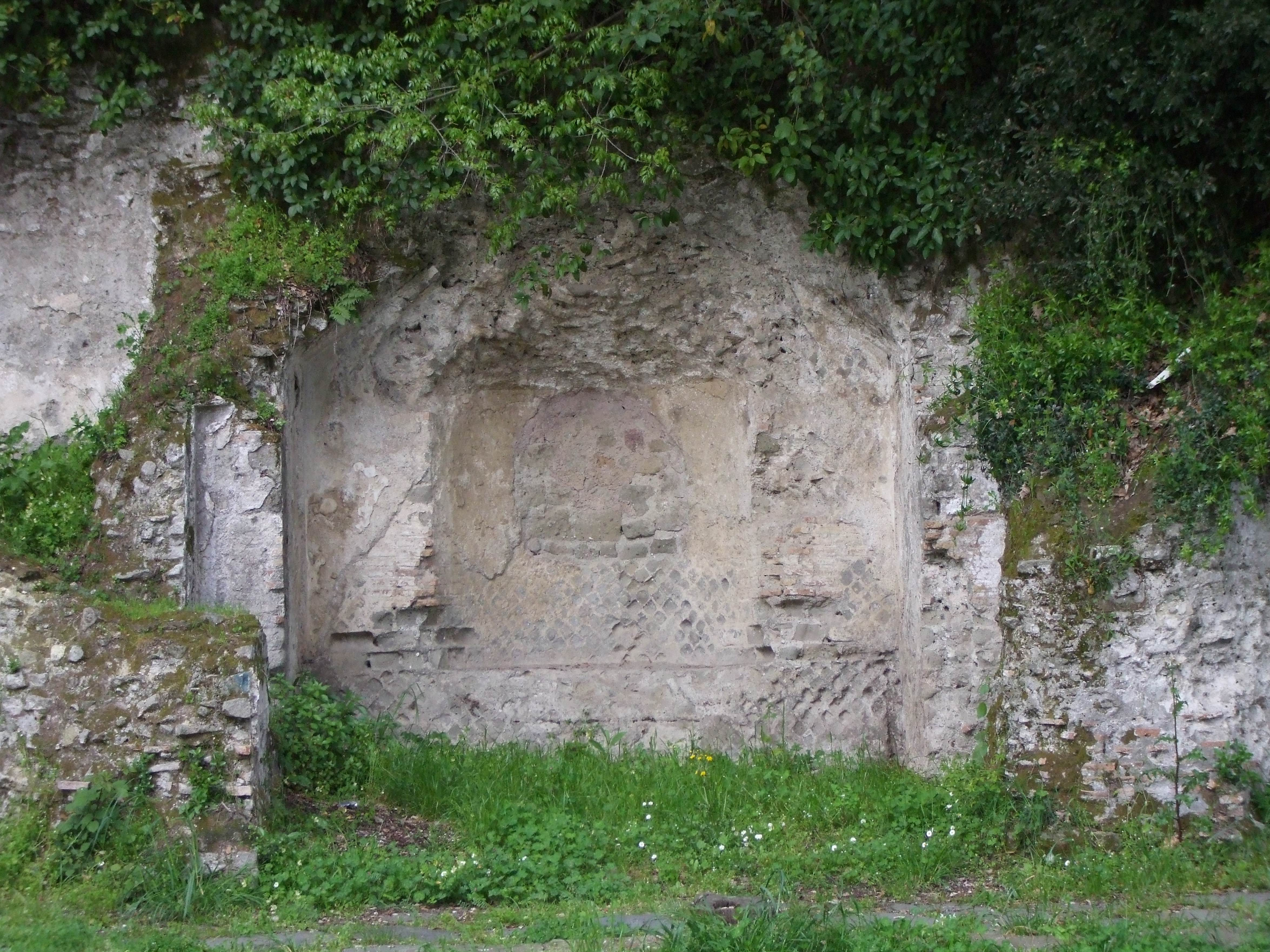
Resti della villa di Pompeo dentro Villa Doria ad Albano.

Probabilmente i primi imperatori si adattarono ad abitare nelle ville più sfarzose tra quelle preesistenti, ossia quella di Clodio in località Ercolano (oggi nel giardino della villa del Pontificio Collegio Nordamericano) e quella di Pompeo ad Albano (oggi inclusa nel parco pubblico comunale di Villa Doria).
Fu Domiziano che decise di costruire un nuovo corpo residenziale alla villa, in posizione più panoramica sia verso il mare che verso il lago, e dotato di nuova fastose strutture come l'ippodromo ed il teatro. Probabilmente il progetto fu affidato a Rabirio, già architetto del Palazzo di Domiziano sul Palatino. La parte idraulica invece pare sia stata curata dal procuratore delle acque Alypus, che evidentemente doveva essere abile, dato che rimase in carica anche sotto Traiano.
In questa fase, la villa arrivò ad occupare anche sei chilometri quadrati, secondo i calcoli di Giuseppe Lugli.
Alla morte di Domiziano, che vi si stabilì in pianta stabile, la villa venne raramente o per nulla utilizzata dai suoi successori imperiali. Alcuni interventi sono databili al II secolo, ed in particolare ad epoca traianea ed adrianea (il Nibby riferisce di aver visto bolli datati al 134): perciò non è improbabile che l'imperatore Adriano vi soggiornò in attesa del completamento di Villa Adriana a Tivoli, mentre Marco Aurelio vi dimorò pochi giorni usando la villa come rifugio durante i disordini avvenuti nel 175.

### L'abbandono

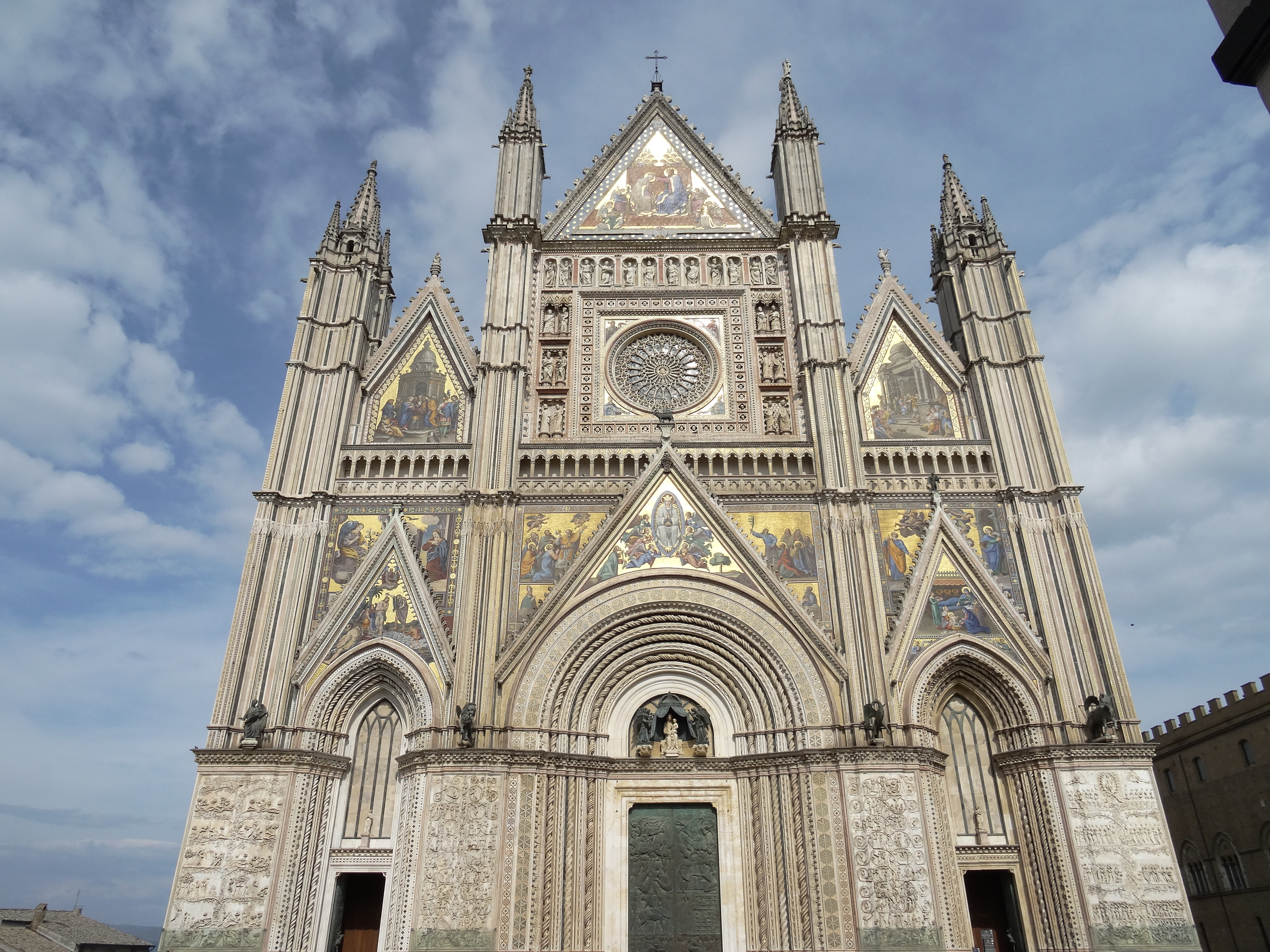
La facciata del Duomo di Orvieto, per la cui costruzione furono impiegati anche marmi provenienti dalla villa albana di Domiziano. Tra Duecento e Trecento il potente libero comune guelfo di Orvieto ospitò varie volte i papi.

L'imperatore africano Settimio Severo dopo il 197 fece stabilire ai margini della proprietà imperiale i suoi fedelissimi veterani della Legio II Parthica, edificando le grandiosi strutture dei Castra Albana. In concomitanza tuttavia iniziò il declino della villa, accentuato dalla scomparsa di un potere imperiale forte.
I legionari partici e le loro famiglie stabilite intorno all'accampamento iniziarono a depredare le strutture della villa per utilizzarne il materiale per nuove costruzioni, dando così vita al nucleo abitato che avrebbe poi dato vita ad Albano Laziale. Un secondo centro abitato si andò sviluppando ai margini settentrionali della proprietà imperiale: in età medioevale fu chiamato Cuccurutus e diede vita all'abitato Castel Gandolfo.
Nel Liber Pontificalis è contenuta una donazione fatta sotto il pontificato di Silvestro I (314-335) dall'imperatore Costantino I alla basilica cattedrale di San Giovanni Battista (identificata con la cattedrale di Albano, ora intitolata a san Pancrazio martire): nella donazione praticamente tutta la proprietà imperiale, e gran parte delle località vicine, vennero donate alla nascente Chiesa albanense.
Non sappiamo se questa donazione sia stata reale o meno, forse la proprietà imperiale entrò a far parte di qualche patrimonium o domusculta, nuclei rurali di produzione tipici del Lazio altomedioevale: ma di certo la villa imperiale dell'Albanum cadde in abbandono. La villa divenne cava di marmi e materiali da costruzione, sorte analoga a quella di altri edifici antichi: sappiamo per certo che i suoi marmi nel XIV secolo furono utilizzati per costruire e rivestire il Duomo di Orvieto.
L'uso dei marmi della villa per la costruzione della cattedrale orvietana è stato studiato da Luigi Fumi in una pubblicazione del 1891: "Il duomo di Orvieto e i suoi restauri". In pratica gli allora feudatari del luogo, i Savelli, nel 1321 diedero l'autorizzazione a smantellare le strutture della villa: i lavori di distruzione durarono 36 giorni. I marmi raccolti furono imbarcati allo scalo di ponte Fratto sulla via Ostiense, alla confluenza tra le Acque Salvie ed il fiume Tevere, e portati via fiume fino ad Orvieto. Dagli atti dell'epoca si delinea un vero e proprio business dietro lo smantellamento di questi monumenti: Rodolfo Lanciani trasse spunto da questi attenti studi del Fumi per ricavarne un exemplum sul riutilizzo dell'immenso materiale marmoreo e lapideo dei monumenti antichi di Roma e dei suoi dintorni.
Intorno al X secolo un antico ninfeo della villa, inglobato in epoca severiana nel complesso dei Castra Albana e riadattato ad impianto termale, fu consacrato ad uso religioso: nacque il santuario di Santa Maria della Rotonda, oggi venerato luogo di culto di Albano, ospitato nel singolare edificio di età domizianea noto come "la Rotonda".

### Il recupero
Giuseppe Lugli (1890-1967) è stato un eminente archeologo italiano del Novecento. Si laureò nel 1913 con una tesi sulla villa albana di Domiziano: in seguito arricchì, corresse e completò i suoi studi in merito fino al 1922, pubblicando quattro volumi presso l'editore Loescher.
Le sue pubblicazioni in argomento ed i suoi rilievi topografici (disciplina di cui fu docente presso l'Università di Roma La Sapienza dal 1933 al 1960) sono ancora oggi la principale fonte di documentazione sulla villa di Domiziano.
Nel 1919, tra l'altro, effettuò la prima ricognizione archeologica dall'alto a bordo del dirigibile "Roma" della Regia Aeronautica, accompagnato dal direttore della Scuola Britannica di Roma Thomas Ashby.
I resti della villa di Domiziano divennero pittoreschi inserti di ville patrizie suburbane a partire dalla fine del Cinquecento. Nel 1619 sull'area del palazzo domizianeo fu edificata la chiesa di Santa Maria Assunta con il convento dei Frati Minori Riformati, oggi Collegio estivo di Propaganda Fide. Papa Urbano VIII (1623-1644), al secolo Maffeo Barberini, fu il primo pontefice a villeggiare a Castel Gandolfo, committente del Palazzo Pontificio: suo nipote Taddeo Barberini nel 1631 acquistò la villa appartenuta a monsignor Scipione Visconti, che conteneva le rimanenze più notevoli della villa domizianea, costituendo l'attuale Villa Barberini.
Gli scorci più vistosi dei ruderi invasi dalla vegetazione, come il criptoportico o il ninfeo del Bergantino, furono descritti da eruditi e diaristi dal Quattrocento in poi e riprodotti in incisioni e dipinti.
Nel 1929 i Patti Lateranensi riconobbero i 55 ettari delle Ville Pontificie di Castel Gandolfo tra le zone extraterritoriali della Santa Sede in Italia: gran parte dei ruderi della villa diventarono parte dello Stato della Città del Vaticano, grazie alla cessione alla Santa Sede di Villa Barberini, storicamente legata al complesso pontificio, ma fino ad allora ad esso estranea. La zona extraterritoriale fu ratificata ed ampliata nel 1948 dalla nuova Italia repubblicana.
Le Ville Pontificie furono sottoposte ad una radicale risistemazione per volere di papa Pio XI. Anche le rimanenze archeologiche, come il criptoportico ed il viale dei ninfei, furono ripulite ed integrate nel nuovo insieme.
Durante la seconda guerra mondiale, dopo lo sbarco ad Anzio il 22 gennaio 1944, l'area delle Ville fu ricovero di sfollati e fuggiaschi dai paesi vicini bombardati e cannoneggiati, per via della sua extraterritorialità nella neutralità del Vaticano: si calcola che in cinque mesi circa 12.000 persone trovarono rifugio nelle Ville, grazie alla generosità dell'allora direttore Emilio Bonomelli.
Tuttavia il Collegio estivo di Propaganda Fide, esattamente nell'area dell'antico palazzo domizianeo, fu oggetto di un bombardamento aereo anglo-americano il 10 febbraio 1944, noto come bombardamento di Propaganda Fide: esso causò 500 vittime (secondo i bilanci ufficiali), tutti civili inermi. Oggi, l'Associazione Famigliari Vittime di "Propaganda Fide" sta cercando di riconoscere la qualifica di crimine di guerra per quell'azione.
Nel 1970 è stato allestito un antiquarium all'interno di Villa Barberini, raccogliendo i reperti già sparsi per la villa dal gusto degli antichi proprietari.

## Descrizione

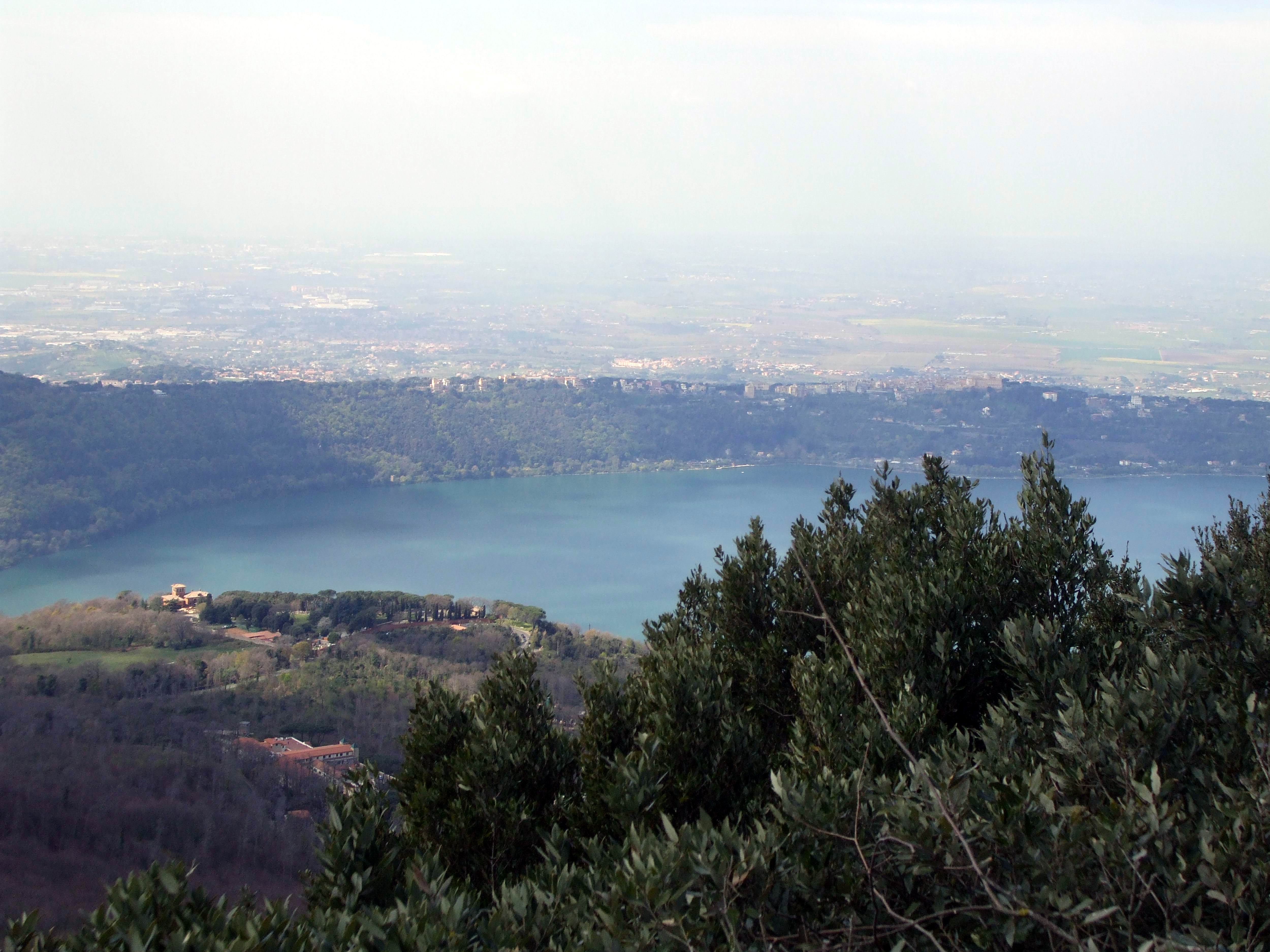
Panorama del cratere del lago Albano da Monte Cavo (949): la villa di Domiziano si trovava esattamente al centro del crinale occidentale, tra l'odierno abitato di Castel Gandolfo (a destra) ed il Colle dei Cappuccini (a sinistra). Il colpo d'occhio doveva essere imponente, quasi che il palazzo domizianeo fosse una rocca.

La villa sorgeva sul crinale dell'antico cratere vulcanico riempito dal lago Albano tra 100.000 e 5000 anni fa, durante la cosiddetta fase idromagmatica del collasso del Vulcano Laziale, il più antico ed immenso cratere vulcanico il cui relitto oggi sono i Colli Albani.
Per questo, data l'asperità del suolo, la villa fu articolata su tre livelli, costruiti su altrettanti terrazzamenti. La struttura a terrazze non è rara per le ville romane in collina: se ne ha un esempio non molto lontano dalla villa qui descritta a Frascati, nella villa cosiddetta di Lucullo, appartenuta poi alla gens Flavia. Questa villa fu costruita a terrazze sul pendio del Tuscolo rivolto verso Roma: il terrazzo più vasto oggi ospita praticamente tutto il centro storico di Frascati.
I terrazzamenti della villa di Domiziano sono stretti e lunghi circa 500 metri. Il Lugli li numera a partire dal basso, mentre il Rosa parte dall'alto e riconosce anche un quarto livello al piano della via Appia. Il palazzo propriamente detto sorgeva sulla terza terrazza (la prima nella numerazione del Rosa), esattamente nell'area della chiesa di San Francesco d'Assisi e dell'attiguo edificio di Propaganda Fide. A nord di esso c'era la seconda terrazza, che aveva vista panoramica sia sul lago (ad est) che sul mare (ad ovest). Infine, vi era una terrazza più bassa (la prima per il Lugli, la terza per il Rosa) in cui si trovavano l'ippodromo e gli ingressi alla villa. Ci sono poi strutture isolate a vario titolo collegate con la villa domizianea: i ninfei e le banchine sulla riva del lago, la terrazza a mezza costa, le cisterne ed i tre acquedotti provenienti da Palazzolo, la rete stradale d'accesso, il ninfeo della Rotonda nel centro di Albano riadattato a chiesa cattolica, e si è ritenuto fino all'inizio del Novecento che anche l'anfiteatro romano di Albano fosse collegato alla villa.
Oggi non è possibile calcolare con esattezza l'estensione delle proprietà imperiali in questa zona: di certo includevano gran parte degli odierni territori comunali di Castel Gandolfo ed Albano Laziale. Molto probabilmente si estendevano a nord almeno fino a Bovillae (XIII miglio dell'Appia Antica), a sud fino ad Aricia (XVI miglio), mentre non è chiaro dove terminassero ad occidente, verso il mar Tirreno. Lì dovevano inglobare le proprietà della villa attribuita a Pompeo, i resti della cui zona residenziale sono oggi inclusi all'interno di villa Doria ad Albano.
Altri resti di una villa di età tiberiana, ma abitata fino al V secolo, sono stati rinvenuti verso sud-ovest in località Cavallacci, presso la costruenda Tangenziale di Albano, il che farebbe pensare che lì le proprietà imperiali avessero un freno. Ad oriente, invece, probabilmente i possedimenti imperiali includevano l'intero lago Albano con le tante ville costruite in età repubblicana sul cratere (quella cosiddetta di Augusto a Palazzolo, quella attribuita a Seneca non molto lontano, ed altre tra Marino e Castel Gandolfo). Non è da escludere che anche il lago di Nemi fosse parte dell'Albanum Caesaris: in quanto Gaio Giulio Cesare si fece costruire una villa nella zona, identificata o in alcuni resti tra Monte Gentile e Fontan Tempesta o dall'altra parte del lago (versante sud-ovest) presso il cimitero di Genzano di Roma, e l'imperatore Caligola fu il costruttore delle celebri Navi romane di Nemi, probabilmente un palazzo e un tempio galleggianti.
Ad ogni modo, è opinione del Lugli che neppure sotto Domiziano le varie ville che costituivano il fondo imperiale fossero state riunite materialmente in un'unica sola proprietà.

### Il palazzo

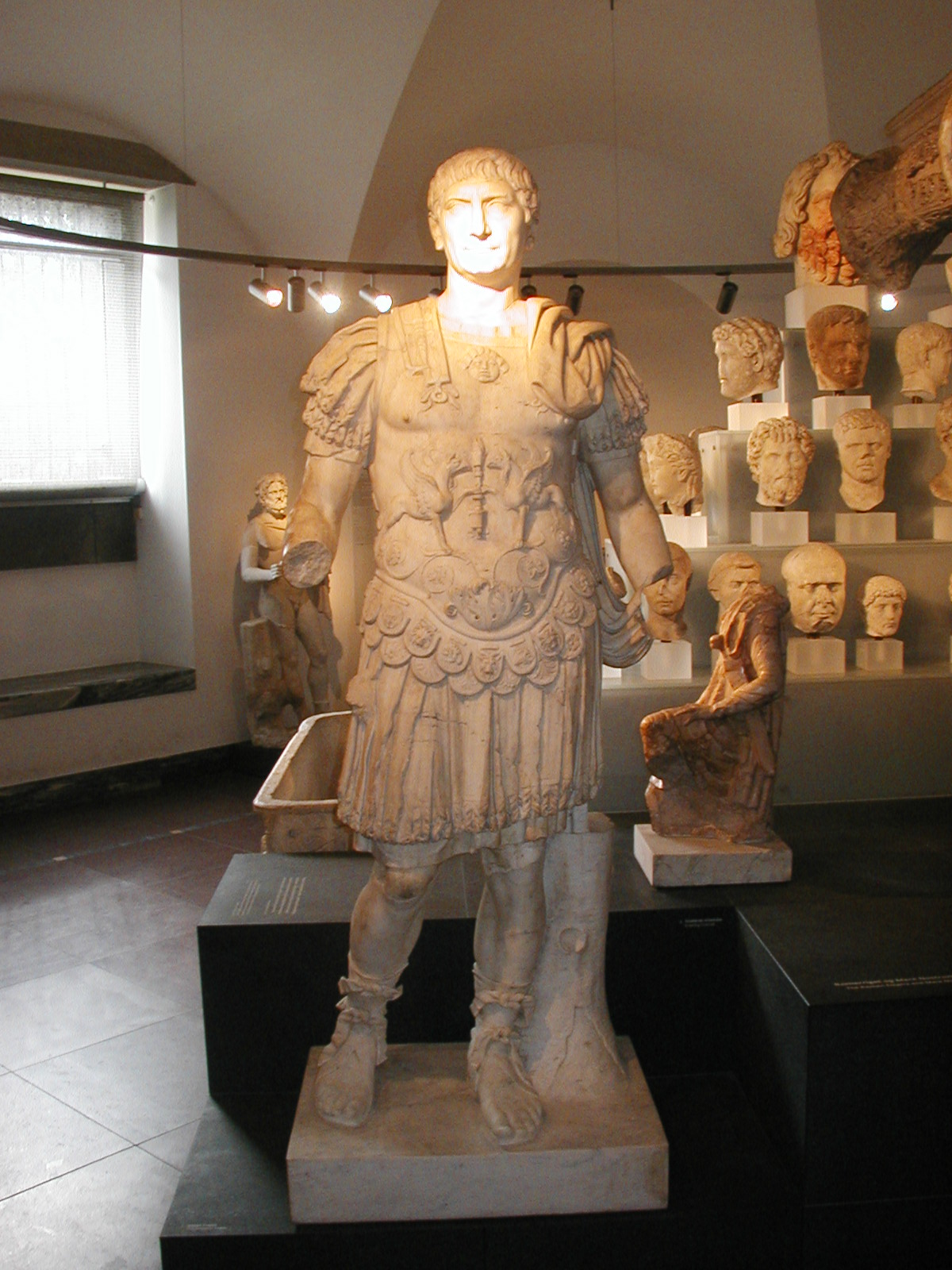
Statua di Traiano. Marmo bianco con patina giallastra, altezza totale 200 cm (la parte antica cm 150). Acquistata dal Ny Carlsberg Glyptotek di Copenaghen nel 1897 (inv. 1584). Si potrebbe ipotizzare la provenienza dai dintorni di Castel Gandolfo e quindi dalla Villa imperiale di Domiziano.

L'edificio doveva essere a tre piani, come fanno supporre i resti (due rampanti ed un sottoscala) di una scala tra secondo e terzo piano visti dal Lugli. Tutte le murature sono realizzate in opera laterizia rinforzata ogni 80 centimetri da uno strato di bipedali: non risulta che sia stata impiegata opera reticolata in tutta la costruzione del palazzo.
La ricostruzione più completa della pianta dell'edificio è stata fatta da Pietro Rosa, che tuttavia ha dovuto ampiamente compensare di fantasia pur restando sostanzialmente fedele agli scarsi resti, in gran parte interrati. Il palazzo si articolava intorno a tre cortili, chiamati "atrii" dal Rosa: questa caratteristica ha permesso al Lugli di riconoscere l'analogia di questo palazzo domizianeo suburbano con il complesso rappresentato dal palazzo di Domiziano sul Palatino, a Roma.
Il palazzo urbano dell'imperatore è costituito da due edifici, entrambi costruiti sotto l'impero di Domiziano: una sede di rappresentanza, la Domus Flavia, e la residenza privata, la Domus Augustana. La pianta di questo complesso si articola in modo analogo alla villa suburbana, anche se molto più in grande. Anche in questo caso infatti tutto ruota su tre ambienti aperti: triclinium, peristilio e tablinium. Intorno a questi spazi aperti (che sarebbero gli "atrii" di cui parlava il Rosa) si dovevano trovare tutti i locali che dovevano servire alla corte imperiale nei lunghi periodi di permanenza nell'ager albanus: il larario, una sala del trono (si pensi alla magnificenza dell'Aula Regia palatina), un auditorium (la sala del consiglio imperiale), la basilica o consistorium, le terme.
L'unica zona della villa che ad oggi si è potuta identificare sono state le terme, riconosciute grazie all'abbondanza di condutture di terracotta e fistole acquarie. La zona termale è situata a destra dell'atrio centrale, probabilmente l'antico peristilio.

### Il secondo ripiano

#### La terrazza sul lago

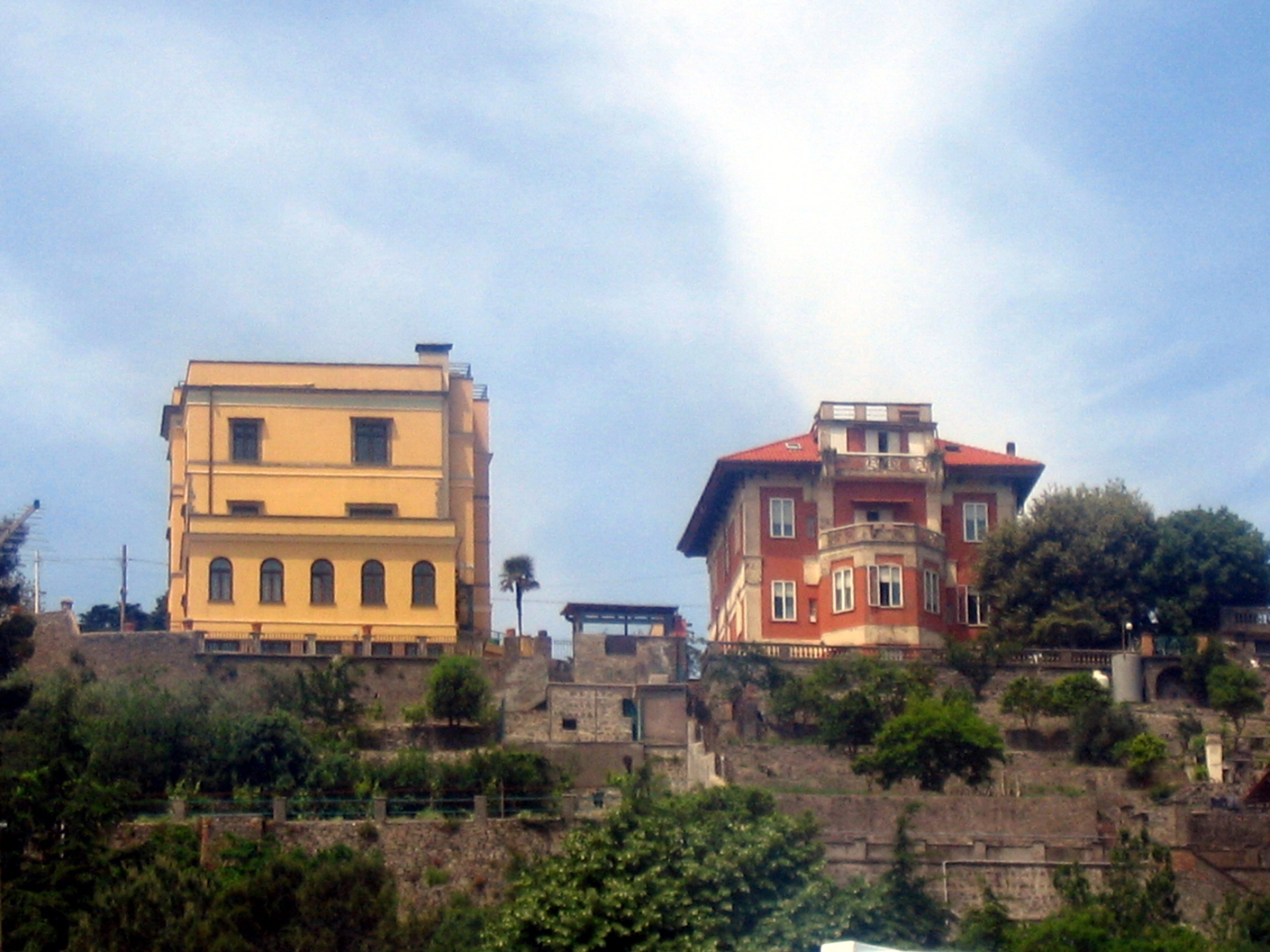
Due delle moderne villette ottocentesche affacciate sul lago, schierate lungo la galleria di Sopra.

A mezza costa sul lago, ad un centinaio di metri in linea d'aria dal palazzo, all'interno di uno dei villini ottocenteschi della galleria di Sopra si trovano i resti di una terrazza panoramica sul lago. La pianta non è rintracciabile: restano solo due muraglioni di sostruzione distanziati l'uno dall'altro di 15 metri. Il fatto che queste strutture siano in opera reticolata oggi fa pensare che si tratti di preesistenze alla villa domizianea, risalenti alla tarda età repubblicana, inglobate nella struttura della villa. Probabilmente tra i due muri passava una strada che scendeva alla riva del lago. Più in basso, il Lugli notò che il dirupo che scende al lago era stato scavato in forma di cinque gradini, secondo lui forse per farvi passare un viottolo che gira intorno al lago da sud, accompagnando il tracciato degli acquedotti antichi fino a Palazzolo.
Alla terrazza sul lago si accede attraverso un vero e proprio traforo scavato nella viva roccia di peperino, un'opera ciclopica il cui unico scopo era evitare all'imperatore di scalare il lieve pendio della collina per poter vedere il lago sottostante. Nel 1910 il traforo fu liberato dalla terra che l'aveva riempito nel corso dei secoli, ma poiché terminava fuori dalle proprietà pontificie fu richiuso in corrispondenza del muro di cinta della soprastante villa Barberini. Oggi è impraticabile.
Il cunicolo è lungo un centinaio di metri e presenta un solo lucernario, verso la metà. L'altezza all'imbocco, dalla parte di villa Barberini, è di 2.40 metri. Lo sbocco dalla parte del lago, interrato, fu rintracciato dal Lugli nel muraglione di sostruzione della terrazza, che è interrotto da un grosso arco in opera laterizia largo 3.75 metri.

#### Il viale dei ninfei
Il palazzo è collegato al teatro da un lungo viale in direzione nord-sud, chiamato "dei ninfei" per via di quattro nicchie che si aprono sulla sua destra, verso il lago, identificate dagli archeologi come ninfei.
I quattro ninfei alternano la pianta rettangolare alla pianta semicircoidale, e differiscono solo per dimensioni. Il primo da sud è profondo 6.20 metri e largo 8.90, e presenta tredici nicchie ricavate nelle pareti; il secondo ed il quarto, semicircoidali, sono profondi 2.60 metri e larghi 6.85 metri ed hanno sette nicchie; il terzo, rettangolare, è profondo 5.50 metri e largo 7.40, con tredici nicchie come il primo.
In alcuni tratti conservano il rivestimento in opera reticolata, l'intonaco (spesso 3 centimetri) ed addirittura, almeno all'epoca del Lugli, tracce di colore. Le volte sono in gran parte cadute. I ninfei dovevano probabilmente accogliere sculture saccheggiate nel corso dei secoli.

#### Il criptoportico

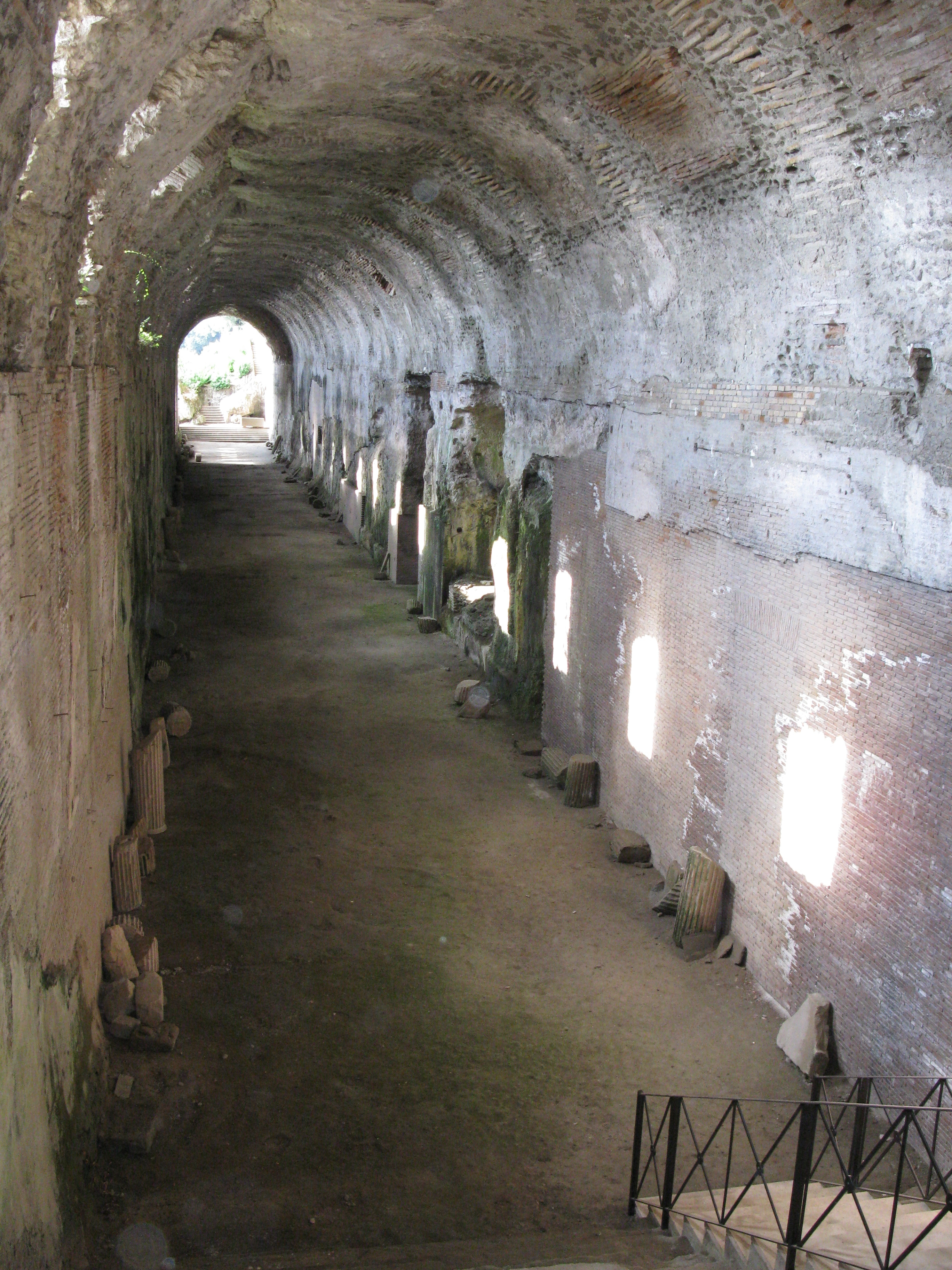
I resti del criptoportico nel Giardino della Villa Barberini

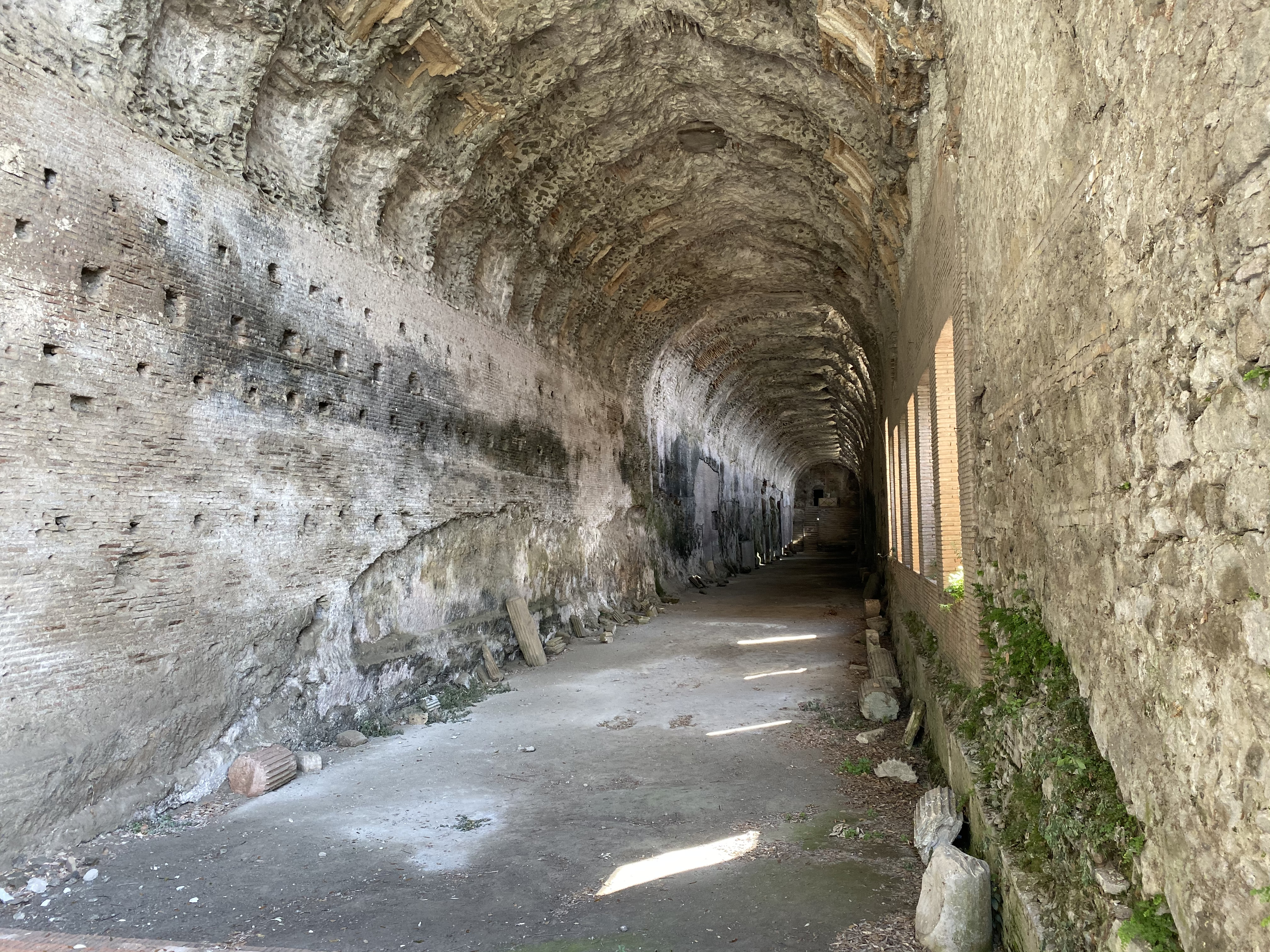
Un’altra veduta dei resti del criptoportico (novembre 2019).

Il criptoportico che sosteneva il secondo ripiano oggi è amputato alla lunghezza di 120 metri, ma in origine correva in direzione nord-sud (parallelo dunque al viale dei ninfei, ma ad un livello inferiore) per tutta la lunghezza del ripiano fin sotto al piazzale del teatro. L'ambiente è largo 7.45 metri, coperto da una volta a sacco rinforzata con anelli in opera laterizia. La volta era rivestita con lacunari in stucco, di cui rimane qualche traccia. Il lato verso est è ricavato in parte dalla roccia stessa, mentre quello verso ovest è scansionato da finestroni che servono a dare luce all'ambiente: il Lugli nota con ammirazione come, per simmetria, ad ogni finestrone corrisponda una nicchia sull'altro lato. Il pavimento antico era circa un metro e mezzo più basso del piano di calpestìo attuale.
Pare appurato che verso questo criptoportico convergessero i diverticoli di accesso alla villa provenienti dalla via Appia, e che perciò questo ambiente fosse una sorta di lunga via tecta. All'estremità nord del criptoportico è stata collocata la statua di Polifemo rinvenuta nel ninfeo del Bergantino sulla riva del lago.

### Il teatro
Il teatro è una delle rimanenze più notevoli della villa, soprattutto per gli straordinari riquadri a rilievo del corridoio della cavea. La cavea venne addossata al crinale del colle, mentre l'orchestra e la scena erano al piano della seconda terrazza. Fu costruito secondo tutti i criteri dell'acustica dell'epoca, rivolto a ponente per evitare le interferenze dei turbolenti venti di tramontana e di scirocco.
Il raggio dell'orchestra fino al primo sedile era di 5.90 metri, esattamente 20 piedi romani: perciò Lugli poté calcolare che l'orchestra misurasse completamente 50 piedi, ossia 11.80 metri. La cavea, dal primo sedile all'ultimo, è larga 12.45 metri. Il raggio totale del semicerchio del teatro era così di 25 metri.
Il primo scavo del teatro venne eseguito nel 1657 da Leonardo Agostini per ordine del cardinale Barberini. Giuseppe Lugli iniziò a studiare il teatro nel 1914, e poi aggiornò i suoi studi nel 1918 dopo che i lavori di sistemazione di villa Barberini riportarono alla luce altri ruderi: in particolare un'altra parte di corridoio della cavea con altri riquadri di stucco fu scoperta nel 1917, mentre si stavano realizzando le tubature dell'acqua sulla galleria di Sopra. Il Lugli poté vedere in piedi un tratto del corridoio semicircolare della cavea ed alcuni gradini in situ: questi ultimi sono andati riducendosi, dai 22 riportati alla luce nel 1657, agli 11 visti nel 1886 da Rodolfo Lanciani, fino ai 9 descritti nel 1918 dal Lugli.
Il teatro castellano è notevole per la presenza di decorazioni in stucco in prospettiva, analoga alla pittura del quarto stile. Si tratta di un fregio composto da tredici riquadri raffiguranti temi collegati al teatro. Questi riquadri, ampiamente descritti e fotografati dal Lugli, sono una delle più importanti testimonianze dell'ultima età flavia, al pari delle pitture di Pompei ed Ercolano.
Presso il teatro si trovano alcune stanze databili ad epoca adrianea, probabilmente di pertinenza dello stesso, che testimoniano la continuità nell'uso della struttura almeno fino al completamento di Villa Adriana a Tivoli.

### L'ippodromo

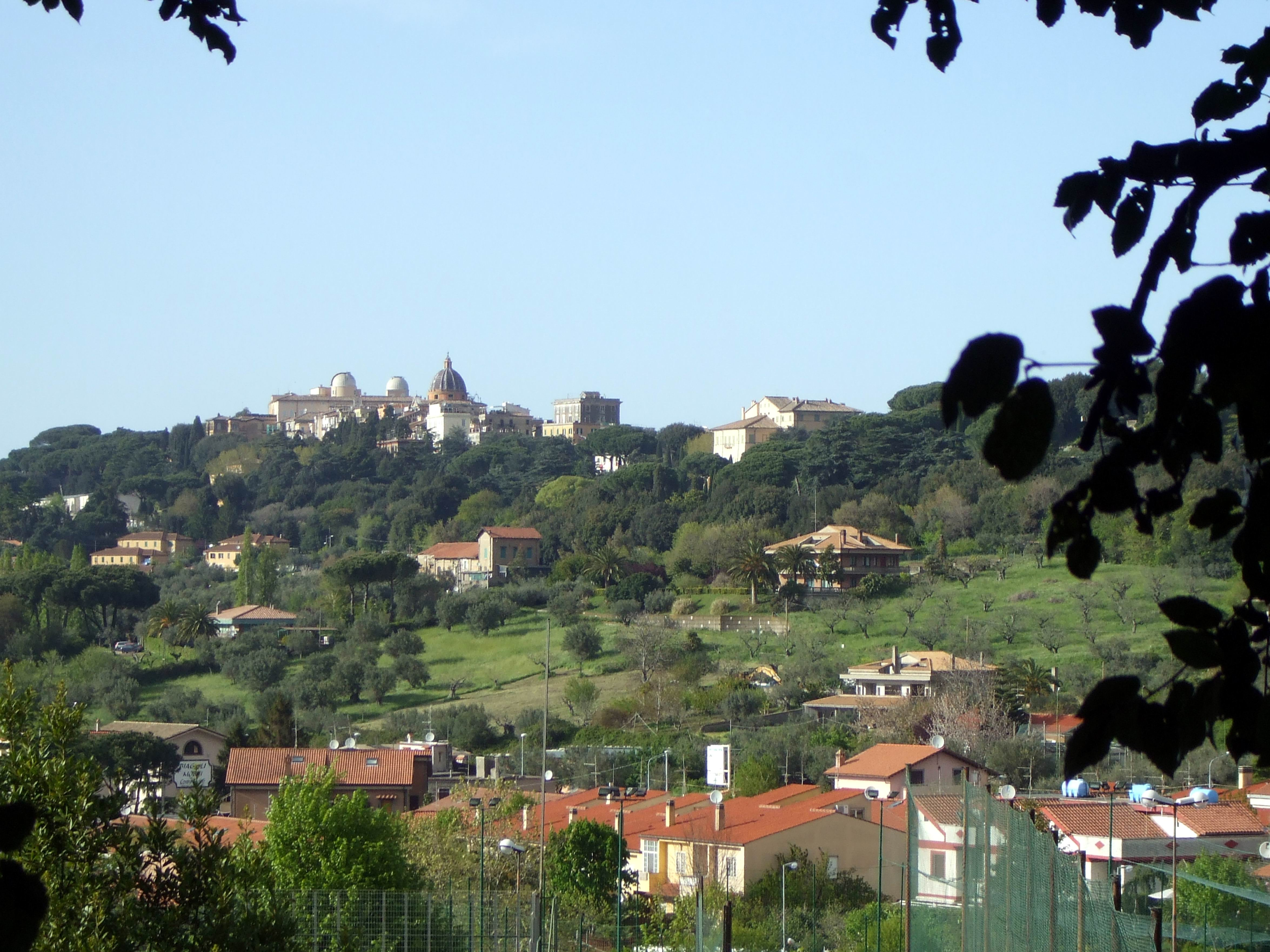
Panoramica dell'area in cui si trovava il primo ripiano da villa Doria ad Albano Laziale: in fondo a sinistra la cupola berniniana della collegiata di San Tommaso ed il Palazzo Pontificio di Castel Gandolfo, più a destra villa Barberini. Sotto, nell'area in declivio occupata da olivi, sono stati identificati i resti riferibili all'ippodromo.

L'ippodromo, o circo, è in realtà una vasto ambiente delimitato da muri in opera laterizia largo 75 metri e rivolto in direzione nord-sud. Non è stato possibile appurarne la lunghezza perché non si è trovato il muro a sud, dove dovrebbero trovarsi i carceres, ossia i "box" di partenza dei cavalli. Il muro a nord infatti forma un semicerchio, ed era perciò la curva del circo: al centro di questo semicerchio in età successiva era stata riadattata una fontana, lunga 7.10 metri e larga 2.30, decorata con stucchi.
La destinazione di quest'area a circo è resa probabile dal racconto delle fonti dell'epoca riguardo alle partite di caccia ed i truculenti giochi a cui amava assistere Domiziano, e del resto un ippodromo era presente anche nel suo palazzo sul Palatino. Tuttavia gli archeologi pensano che l'area sia accomunabile ai giardini tanto diffusi nelle ville romane del II secolo: e forse, dopo Domiziano, fu riconvertita a questo scopo più pacifico.
Probabilmente c'era una terrazza a sovrastare l'ippodromo, con accesso al piano del palazzo per dare modo all'imperatore ed alla sua corte di assistere comodamente allo spettacolo, analogamente a quanto realizzato nella Domus Augustana sul Palatino. Sotto le sostruzioni dell'ippodromo si trova una cisterna lunga 41 metri, inclinata di 140° rispetto all'asse dell'ippodromo.
Non lontano dalle strutture riconosciute come l'ippodromo si è pensato sorgessero le scuderie. Difatti si sono trovati una serie di ambienti uguali della larghezza di 4.20 metri e lunghi 2.95 metri, addossati al muro di sostruzione del secondo ripiano, sotto al criptoportico. Oltre alla funzione strutturale di contrafforti, si pensa che questi locali fossero stalle e scuderie per i cavalli e gli animali che Domiziano amava far massacrare nei ludi circensi.

### Approvvigionamento idrico

#### Gli acquedotti

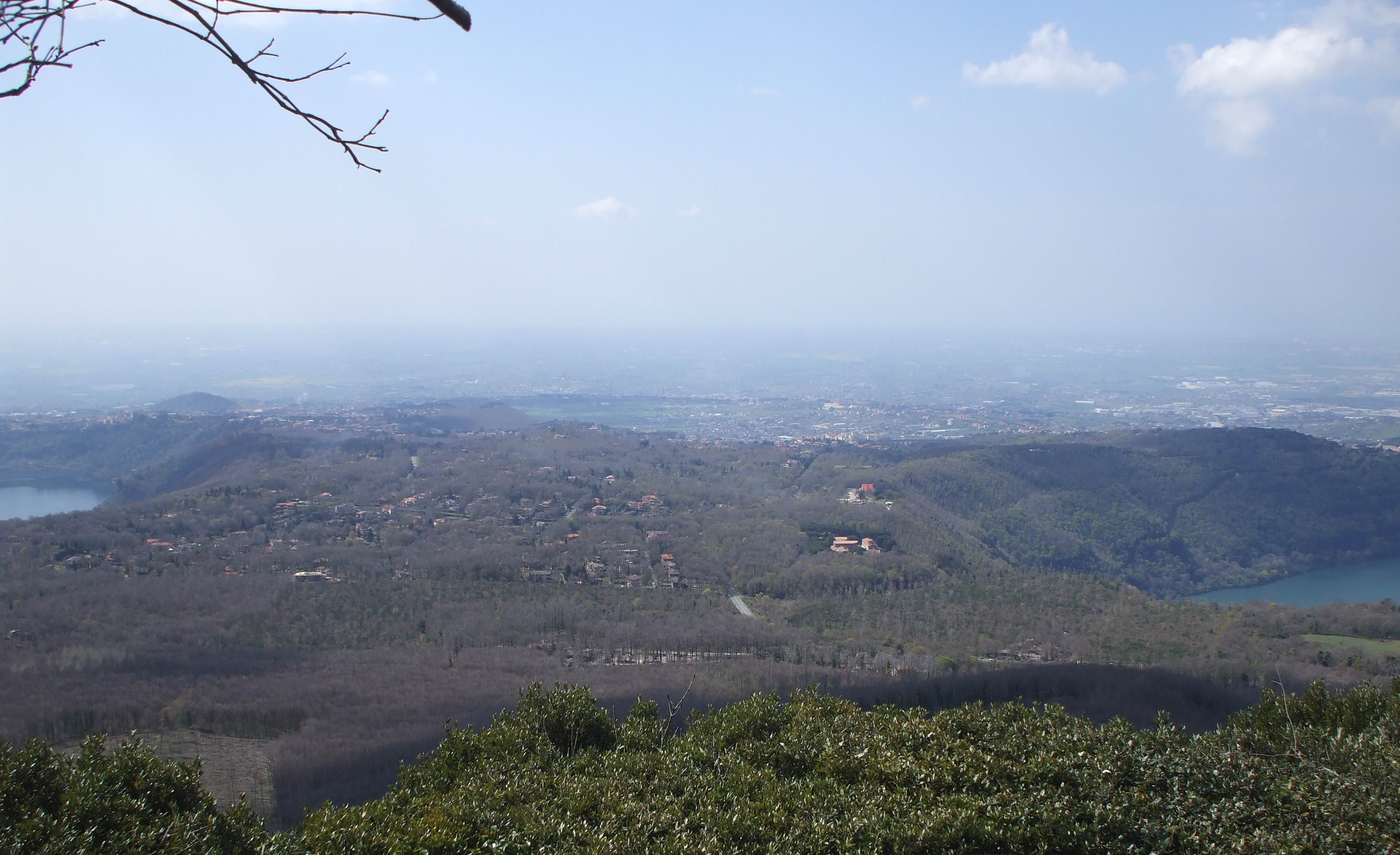
Panoramica del lago di Nemi (a sinistra) e del lago Albano (a destra) dalla cima di Monte Cavo (949). In questa zona, ricca di sorgenti, partono tutti gli acquedotti di servizio alle strutture dell'ager albanus. A destra, verso il lago Albano ci sono Malafitto e Palazzolo (fuori veduta); a sinistra, verso il lago di Nemi, Fontan Tempesta. Al centro, più in lontananza, Monte Gentile.

Al complesso della villa di Domiziano sono collegati quattro acquedotti, tutti provenienti da sud-est, dalle sorgenti situate tra le località di Palazzolo e Malafitto, ai confini tra gli attuali comuni di Rocca di Papa, Ariccia, Nemi ed Albano Laziale. In molti tratti, gli acquedotti antichi continuano ad essere percorsi da quelli moderni o sono stati in funzione fino a pochi decenni fa.
Il più antico di essi è l'acquedotto "delle Cento Bocche". Viene così chiamato perché raccoglie acqua da sorgenti sparse su un'area di circa 150 metri tra le località di Palazzolo e Malafitto: in seguito inizia il suo tracciato coperto in un cunicolo largo 60 centimetri ed alto 1,65 metri che corre lungo il crinale del lago fino al Colle dei Cappuccini, che attraversa con un notevole traforo lungo circa 500 metri, scavato con solo tre lucernari per l'aria e la rimozione del materiale di scavo. L'opera fu talmente impegnativa che i costruttori sbagliarono a calcolare la pendenza, ottenendo un tratto di circa cento metri in contropendenza, a cui dovettero rimediare sopraelevando il piano dell'acquedotto con dei mattoni. Le tracce dell'acquedotto si perdono al culmine del centro storico di Albano, circa tre metri sotto il suolo di piazza San Paolo.
Tuttavia è molto probabile che questo acquedotto servisse originariamente la villa di Pompeo, oggi inglobata nel parco pubblico di villa Doria, inglobata in età augustea nell'Albanum Caesaris e quindi nella tenuta domizianea. In età severiana deve aver servito anche i Castra Albana (i grandi "Cisternoni", le thermae parve attigue alla Rotonda e le Terme di Caracalla).
Dalle sorgenti di Malafitto partono due acquedotti, chiamati per distinzione "di Malafitto alto" e "di Malafitto basso" a seconda della quota a cui corrono.
L'acquedotto di Malafitto alto è l'unico tra i quattro sicuramente riferibile ad epoca domizianea. L'acquedotto doveva servire il complesso del palazzo della villa, e perciò mantenere una quota piuttosto elevata, necessità che costrinse i costruttori ad un tracciato piuttosto tortuoso attraverso i boschi della Selvotta. Infine l'acquedotto passava sotto il Colle dei Cappuccini e correva per un tratto parallelo agli altri due delle Cento Bocche e di Malafitto basso. Nel 1904 fu individuato l'ultimo tratto dell'acquedotto presso il cimitero di Albano, circa 2.50 metri sotto il piano di calpestìo odierno: da lì il cunicolo andava a gettarsi nella grande cisterna della villa conservata sotto la sede di Propaganda Fide.
I tratti non scavati nella viva roccia sono realizzati in opera reticolata, le riprese della volta in pietrisco. Il condotto è largo circa 60 centimetri ed alto circa 1.60 metri. Lungo il tracciato sono stati trovati 53 pozzi circolari, di cui il più profondo tocca i 53 metri.
L'acquedotto di Malafitto basso presenta tecniche costruttive e dimensioni analoghe a quelle di Malafitto alto, ma si denota una maggiore superficialità nell'opera reticolata ed una diversa dimensione del canale centrale di scorrimento delle acque. Perciò bisogna supporre che si tratti di una realizzazione di epoca immediatamente successiva a quella flavia, presumibilmente traianea o adrianea.
Il suo tracciato corre quasi parallelo a quello delle Cento Bocche fino al Colle dei Cappuccini, ed a Malafitto alto fino al cimitero di Albano: poi però Malafitto basso sembra superare il palazzo domizianeo, con le sue tre cisterne di servizio, e dirigersi verso l'attuale abitato di Castel Gandolfo. Nonostante non sia possibile individuarne l'ultima parte del tracciato, sembra certo che questo acquedotto si dirigesse verso la grande cisterna Torlonia nella zona dell'Ercolano, tra Castel Gandolfo e la via Appia, nella zona settentrionale della tenuta domizianea. Il Lugli esclude che possa trattarsi di un acquedotto di servizio della più antica villa di Clodio che sorgeva nella zona: ma ritiene possibile che il tracciato dell'acquedotto possa essere stato risistemato ed allungato dal palazzo domizianeo fino alla cisterna Torlonia nel II secolo per servire quella nuova parte del possedimento imperiale. Inoltre crede anche che esistesse un braccio dell'acquedotto diretto verso l'anfiteatro romano di Albano Laziale, scavato in età severiana in concomitanza con la costruzione di quella struttura e dei Castra Albana.
Infine, esiste una questione riguardante l'acquedotto dell'Aqua Augusta, identificato nel 1872 da Giovanni Battista de Rossi grazie a cinque cippi rinvenuti in diverse proprietà tra i Campi d'Annibale, presso Rocca di Papa, e le pendici di Monte Cavo. Dato che non sono stati rinvenuti altri cippi di questo acquedotto in altre zone, l'unica ipotesi possibile è che servisse alla villa romana identificata sulle rive del lago Albano sotto Palazzolo, attribuita ad Augusto dagli archeologi ottocenteschi. Il Lugli ammette anche che questo acquedotto possa in età posteriore essere stato captato fino a quello delle Cento Bocche.

#### Le cisterne
Nell'ambito della villa di Domiziano o delle strutture in qualche modo ad essa collegate (come i Castra Albana di epoca severiana), si trovano alcune delle cisterne più vaste della romanità.
Attorno al palazzo domizianeo sono state trovate tre cisterne di servizio: tutte e tre oggi sono incluse nella proprietà pontificia del collegio di Propaganda Fide. Due di esse sono state inglobate nell'edificio, costruito nel 1619 come convento dei frati minori riformati. La più grande tra le due doveva avere 3 navate e 9 fornici; il pavimento era in cocciopesto. L'altra, più piccola, aveva 5 fornici di lunghezza ma non è possibile appurare la larghezza. Le murature di entrambe sono realizzate in opera reticolata. Entrambe sono finite sotto terra, ma in origine dovevano essere almeno in parte scoperte.
La più vasta tra le tre cisterne attigue al palazzo è lunga 123 metri complessivi, orientata in senso nord-sud ed è articolata in tre ambienti comunicanti: il primo lungo 57,70 metri e largo 10,95, il secondo 35,50 ed il terzo 29,50, entrambi larghi 10,40 metri. La cisterna era servita dall'acquedotto di Malafitto alto: l'acqua cadeva nel primo ambiente dall'alto, da una sorta di pozzo circolare situato sul lato est; da lì passava, depurata delle sostanze estranee che si depositavano sul fondo, nel secondo ambiente, e da lì di nuovo ulteriormente purificata nel terzo ambiente, da cui era pronta per l'estrazione. I tratti non scavati nella roccia sono costruiti con un muro in opera reticolata spesso 1,80, rinforzato a tratti da bipedali (tecnica costruttiva tipica di età domizianea); l'intonaco a pietrisco compatto è spesso 7 centimetri.
Esistevano poi altre cisterne più piccole sparse per la villa e la vasta tenuta: una è stata rinvenuta sotto l'ippodromo, ed è lunga 41 metri e larga circa un paio di metri. Un'altra, di dimensioni 7,60 metri per 2,50, alta circa 7 metri, è stata scoperta sulla riva del lago Albano, alla fine del tratto in discesa dell'attuale strada statale 140 del lago Albano, e probabilmente serviva un'antica villa inglobata nelle proprietà imperiali.
La più grande tra le cisterne estranee al complesso residenziale tuttavia è la cosiddetta "piscina Torlonia", situata nelle antiche proprietà dei Torlonia, oggi completamente urbanizzate con il nome di Borgo San Paolo, tra l'abitato di Castel Gandolfo e la via Appia Nuova, in quel tratto coincidente con l'Antica. Questa cisterna conta 6 navate, è lunga 43,48 metri per 31,80 metri di larghezza; l'intercolumnio tra i pilastri è di 4,30 metri, e perciò si vengono a creare delle volte quadrate perfette. I pilastri sono in opera laterizia, le mura perimetrali in opera mista di laterizio e cubilia di peperino. Però la fattura più tarda dell'epoca rispetto al complesso domizianeo è denunciata dalla maggior trascuratezza della veste reticolata e dalla differente consistenza della malta: perciò il Lugli ha dedotto che si tratti di una costruzione di epoca traianea o adrianea, servita dal coevo acquedotto di Malafitto basso (di cui però non si è trovato l'ultimo tratto, quello che arrivava fino alla cisterna).

### La rete stradale

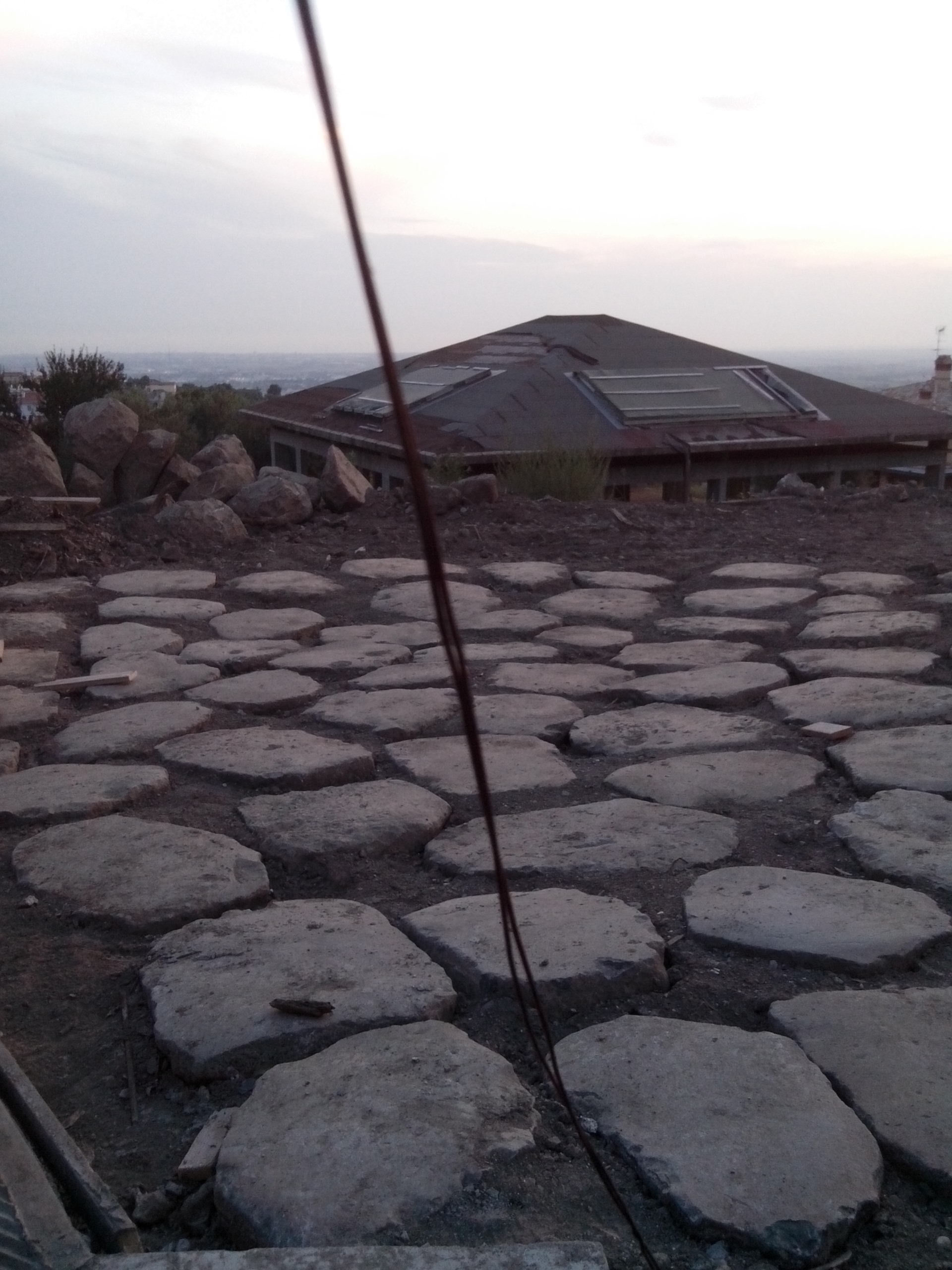
Un tratto del diverticolo che partiva dal XVI miglio dell'Appia, riemerso durante i lavori per una pista ciclabile nel 2013.

C'erano due diverticoli che dalla via Appia portavano alla zona residenziale della villa. Il primo, probabilmente l'accesso principale da Roma, partiva al XIV miglio dell'Appia Antica (vicino all'attuale stazione di Villetta sulla ferrovia Roma-Albano) e risaliva il pendio su un terrapieno fino al criptoportico, che costituiva una via tecta (accesso coperto) al palazzo vero e proprio. Da questa strada, prima del criptoportico, partiva probabilmente anche una traversa per l'ippodromo.
Un altro accesso invece ricalcava in parte il tracciato moderno della galleria di Sotto, tra l'inizio di Albano (XVI miglio dell'Appia Antica) e la cappella lungo il muro di recinzione delle Ville Pontificie: anzi, fino alla metà dell'Ottocento sarebbe rimasto in situ un tratto di circa 180 metri ancora basolato (parte del basolato è riemerso nel 2013, durante i lavori per la realizzazione di una pista ciclabile sul sito della dismessa tranvia dei Castelli Romani). Poi, dalla cappella, la strada romana risaliva fino al palazzo, arrivando anch'essa al criptoportico ma dall'altra parte. Giuseppe Lugli credette che la funzione di questa strada non fosse tanto collegare il palazzo all'Appia ed a Roma, quanto piuttosto metterlo in collegamento con la preesistente villa di Pompeo all'interno dell'odierna villa Doria, verso cui la via romana sembra dirigersi. Peraltro all'incrocio tra la galleria di Sotto e l'Appia ancor oggi si vedono alcuni blocchi squadrati di peperino incastonati nel muro delle Ville Pontificie, probabilmente appartenenti ad un antico altare.
Il Lugli, nel corso dei suoi studi sulla villa di Domiziano, i cui risultati furono pubblicati tra il 1917 ed il 1922, si dedicò alacremente a disegnare tutta la viabilità della villa, anche quella interna. Così nel 1919, assieme al direttore della Scuola Britannica di Roma, Thomas Ashby, individuò la strada che girava intorno al lago da sud, fino a Palazzolo, correndo parallela all'acquedotto di Malafitto basso. D'altra parte, altre due strade accompagnavano il tracciato degli acquedotti delle Cento Bocche, più in basso, e di Malafitto alto, più in alto: La prima di queste due partiva dalla terrazza a mezza costa sul lago precedentemente descritta. E sempre da quella terrazza, si snodavano verosimilmente altri due percorsi, che conducevano alla riva del lago: una strada più agevole, che correva parallelamente alla ferrovia Roma-Albano e poi alla moderna strada statale 140 del lago Albano fino al ninfeo Dorico ed all'edificio ad esso attiguo; e poi un sentiero che scendeva tortuosamente sulla riva del lago, dove erano le banchine.
Al lago doveva scendere anche un sentiero dal Colle dei Cappuccini, ed un altro sentiero antico ricalcava l'attuale via Boni Piemonte. Non è stato possibile al Lugli individuare altri sentieri sulla parte orientale e meridionale del lago: di sicuro egli però ne ipotizza uno presso i ruderi della villa attribuita ad Augusto, sotto Palazzolo.
Infine, la via che aggirava a nord il lago era l'unica possibile, ossia l'attuale via Maremmana che da Castel Gandolfo va a Marino. A questa strada si ricollegavano altri due diverticoli della via Appia, sostanzialmente ricalcati delle attuali vie dell'Ercolano (chilometro 23 della via Appia Nuova) e dal primo tratto della statale 140 del lago Albano, meglio nota come "Olmata del Papa" (chilometro 22 della via Appia Nuova).

### I resti sulla riva del lago
Nel descrivere i resti presenti lungo le rive del lago Albano riconducibili alla villa di Domiziano o alle ville preesistenti, bisogna tenere conto di un dato fondamentale: mentre la linea di costa si era mantenuta (per quanto possiamo intuire) sostanzialmente stabile dall'età romana fino alle prime indagini archeologiche scientifiche nella zona, condotte all'inizio del Novecento, a partire dagli anni ottanta il livello delle acque del lago si è notevolmente abbassato. Dal 1980 al 1985 l'abbassamento è stato di cinquanta centimetri; dal 1985 al 1995 di due metri; dal 1995 al 2005 di quattro metri: e questo al netto dell'oscillazione media dei laghi. La responsabilità viene attribuita principalmente ai pozzi abusivi che attingono alla falda acquifera, o addirittura al lago stesso (come nel caso della cosiddetta "Cabina del Papa" che pompa l'acqua fino alle Ville Pontificie). Di certo la mancanza di 21 milioni di metri cubi d'acqua in trent'anni ha avuto conseguenze notevoli: molti pontili sono rimasti a secco, l'emissario artificiale romano è rimasto molto sopra il nuovo livello delle acque, persino i moli in cemento armato costruiti per le gare di canottaggio delle Olimpiadi di Roma del 1960 sono ormai completamente scoperti. Questo fenomeno, in compenso, agevola la scoperta dei reperti archeologici, costituiti in particolare da ampi tratti di banchine.

#### Le banchine

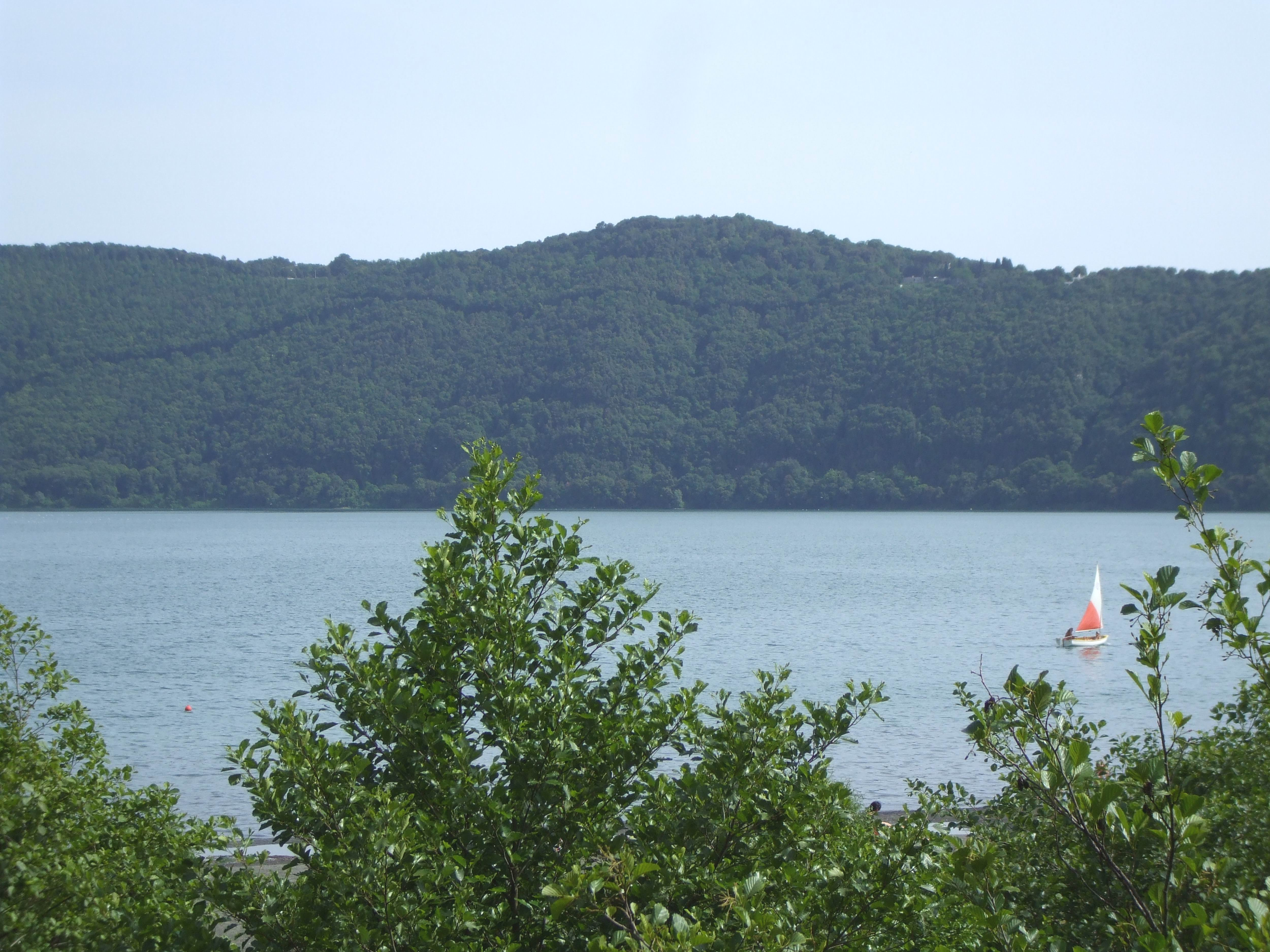
Colle dei Cappuccini: i sentieri che scendono al lago lungo il crinale sono praticamente gli stessi dell'età romana.

Il primo studio organico sulle banchine del lago e sugli edifici vicini fu compiuto nel 1919 da Giuseppe Lugli e Thomas Ashby. I due eminenti studiosi non solo esplorarono le sponde del lago a piedi, a volte anche calandosi in acqua, ma effettuarono anche una ricognizione aerea a bordo del dirigibile "Roma" della Regia Aeronautica.
La conclusione dei loro studi fu che la banchina non era unica, ma risulta dalla somma di pezzi di banchine pertinenti a varie ville private o strutture di epoca diversa. In particolare, le banchine si concentrano sulla riva occidentale ed orientale, mentre non risultano presenti strutture analoghe sulla riva meridionale o su quella settentrionale. I due studiosi considerarono anche la confusione possibile tra massi caduti dagli edifici più a monte ed i massi spostati della banchina: questi ultimi sono riconoscibili per le dimensioni tipiche oscillanti tra 90 centimetri ed un metro.
La banchina orientale incomincia presso la località Il Cantone, ossia presso la moderna chiesa della Madonna del Lago, e finisce in località Acqua Acetosa, dove oggi c'è il tornante della strada statale 140 del lago Albano nel tratto spiaggia del lago-via dei Laghi. Qui il Lugli e l'Ashby trovarono avanzi di tre ville in successione databili al I secolo, ognuna con il suo scalo a lago.
La banchina occidentale invece comincia presso l'attuale innesto della statale 140 del lago Albano nel tratto spiaggia del lago-Castel Gandolfo, e prosegue fino al ninfeo del Bergantino, in linea d'aria sotto la stazione di Castel Gandolfo sulla ferrovia Roma-Albano, presso lo stadio di canottaggio realizzato dal CONI per le Olimpiadi di Roma del 1960. Su questo tratto si trovano le presenza più monumentali: il ninfeo Dorico e quello del Bergantino, cui va dedicata una trattazione a parte nel paragrafo seguente, resti di un criptoportico probabilmente relativo ad una villa, ed una struttura riconosciuta come un faro. La prima parte della banchina, presso il ninfeo Dorico, va datata alla tarda età repubblicana, e vi si sono riconosciute una o due ville successivamente inglobate nel complesso domizianeo. Tutto il restante tratto, invece, è di epoca domizianea, incluso il ninfeo del Bergantino ed il faro.

#### I ninfei

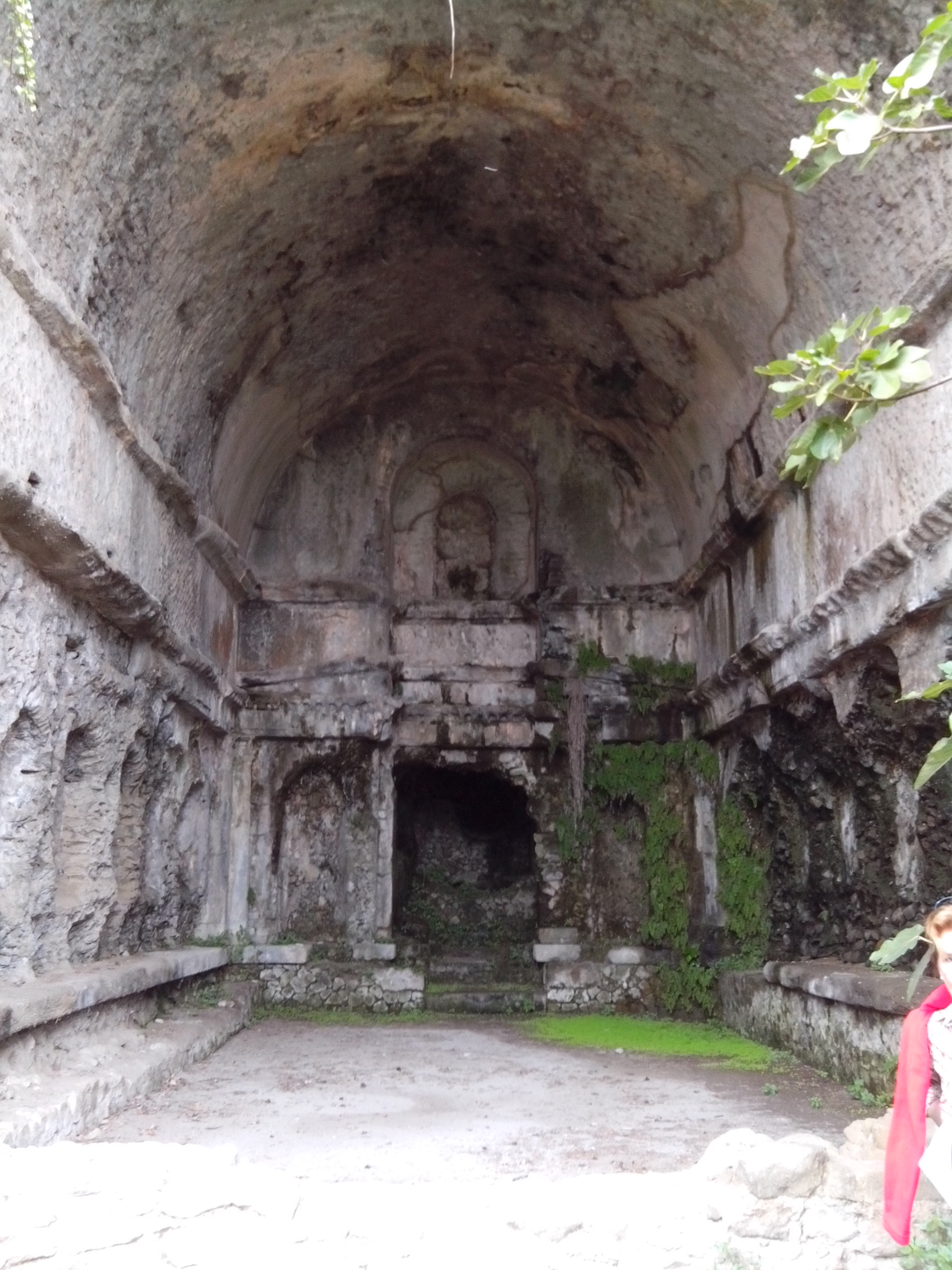
Il ninfeo dorico.

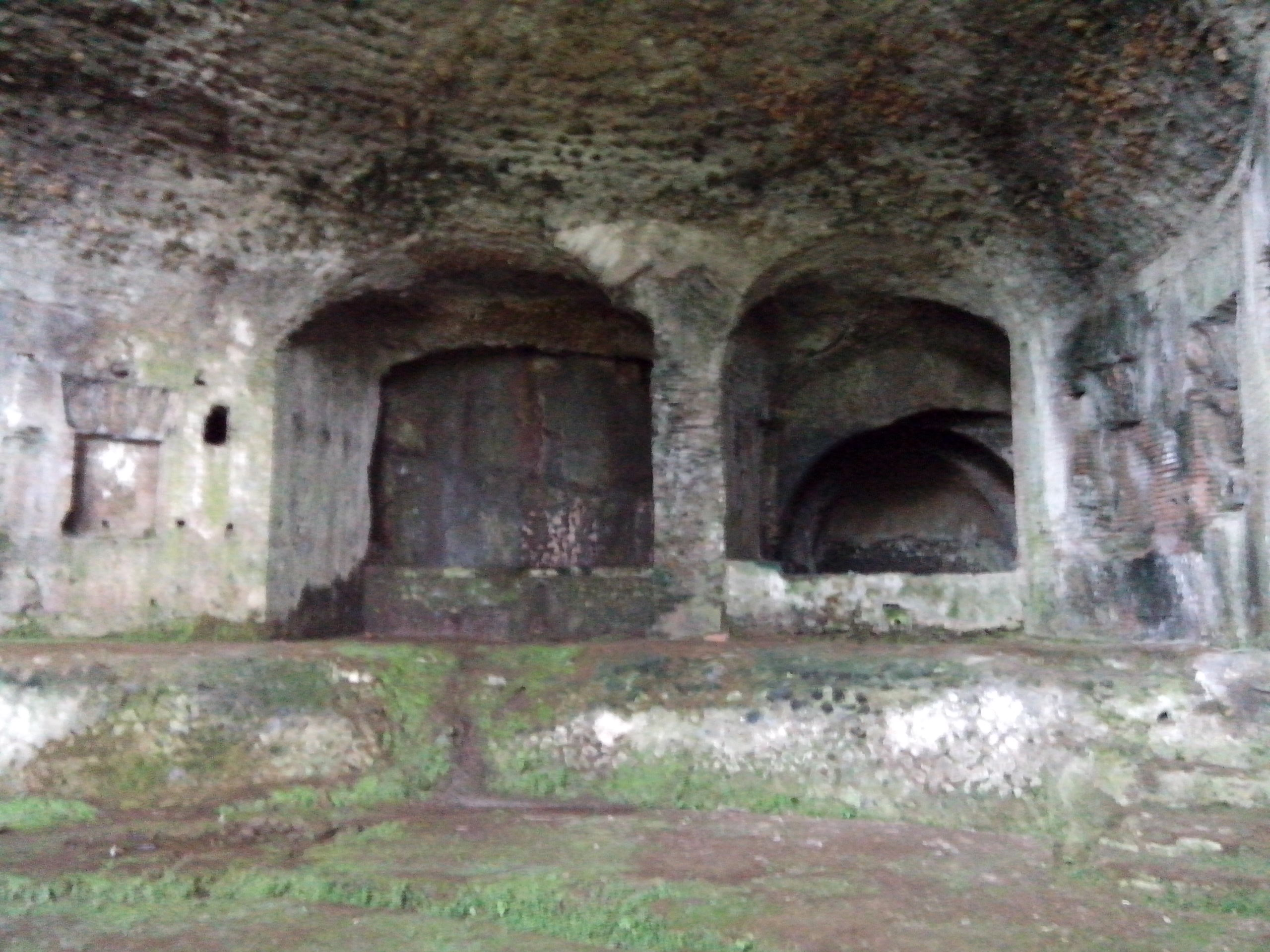
Il ninfeo del Bergantino.

I due ninfei sulla riva del lago sono strutture affascinanti quanto misteriose. Il ninfeo dorico fu riscoperto probabilmente nel 1723, poiché se ne trova menzione in una memoria di Francesco de' Ficoroni (lo scopritore della celebre Cista Ficoroni). Entrambi i ninfei furono raffigurati da Giovanni Battista Piranesi.

##### Il ninfeo dorico
Il ninfeo dorico è datato all'età repubblicana. Presenta infatti analogie con quello di Egeria alla Caffarella, Appio-Latino: probabilmente anche il ninfeo dorico era un tempietto, magari costruito sui luoghi dell'antica Alba Longa.
Al di là della funzione di questa struttura, che rimane oscura, il ninfeo si presenta come uno spazio rettangolare su cui si aprono due bracci di nicchioni disposti su due ordini. L'ordine del primo piano è dorico (da cui il nome del ninfeo), quello del secondo piano ionico. I due bracci hanno 7 ed 11 nicchie. Al centro, di fronte a chi entra nel ninfeo, c'è un arco che introduce a delle grotte naturali, probabilmente un'antica sorgente.
Nel 1981 fu eseguito a cura della Soprintendenza Archeologica del Lazio lo sterro interno, la pulitura ed il consolidamento delle decorazioni e della volta in parte intonacata e la creazione di un muro dicontenimento del terreno a monte, per un importo di 35 milioni di lire.

##### Il ninfeo del Bergantino
Il ninfeo del Bergantino deve il suo nome ad un antico proprietario (secondo il Lugli) oppure alla corruzione del vocabolo "brigantino", tipologia di veliero, dato che la grotta del ninfeo poteva essere usata come rimessa di barche.
Consiste in un complesso di grotte naturali riadattate all'uso dell'uomo. Le pareti sono state rivestite da una muratura in opus mixtum, che denuncia la datazione domizianea della struttura. Tuttavia i costruttori ebbero l'accortezza di lasciare un'intercapedine tra la viva roccia di peperino e la muratura, per evitare le infiltrazioni di umidità. I pilastri e le volte di rinforzo sono in laterizi, il grande arco dell'ingresso alla grotta in bipedali. La conformazione, apparentemente dimessa e casuale ma in realtà fortemente riadattata dall'uomo, è un'altra spia dell'attribuzione a Domiziano del ninfeo.
La grotta principale ha un diametro di 17 metri; l'arco d'ingresso è alto una cinquantina di metri; il bacino della grotta principale è largo 13 metri e profondo 25, e presenta un canale di sversamento a lago.
Nel 1841 alcuni scavi, avviati prima abusivamente e poi sotto il controllo del cardinale camerlengo, portarono alla luce abbondanti reperti di statue e mosaici, in parte conservati presso le Ville pontificie di Castel Gandolfo.

#### L'emissario
L'emissario artificiale del lago Albano è di molto precedente alla villa di Domiziano: datato dalla tradizione all'epoca della distruzione di Veio, si vuole che sia stato costruito in 100-150 giorni tra il 398 ed il 397 a.C. con l'apporto di 30.000 uomini. A tutti gli effetti l'emissario è un'opera ciclopica dati i modesti mezzi dell'epoca. Il cunicolo è lungo 1350 metri, largo tra un metro ed un metro e ottanta, alto circa 1.70 metri; presenta attualmente solo cinque pozzi d'aerazione, e corre 128 metri sotto la superficie. Originariamente si trovava tredici metri sotto il livello del lago, ma oggi è abbondantemente scoperto a causa dell'abbassamento del livello. Inizia circa cinquecento metri oltre il ninfeo del Bergantino, e sbuca dall'altra parte in località Mole di Castel Gandolfo, che conservano il ricordo delle mole anticamente azionate dalle acque di sversamento del lago.

### La Rotonda

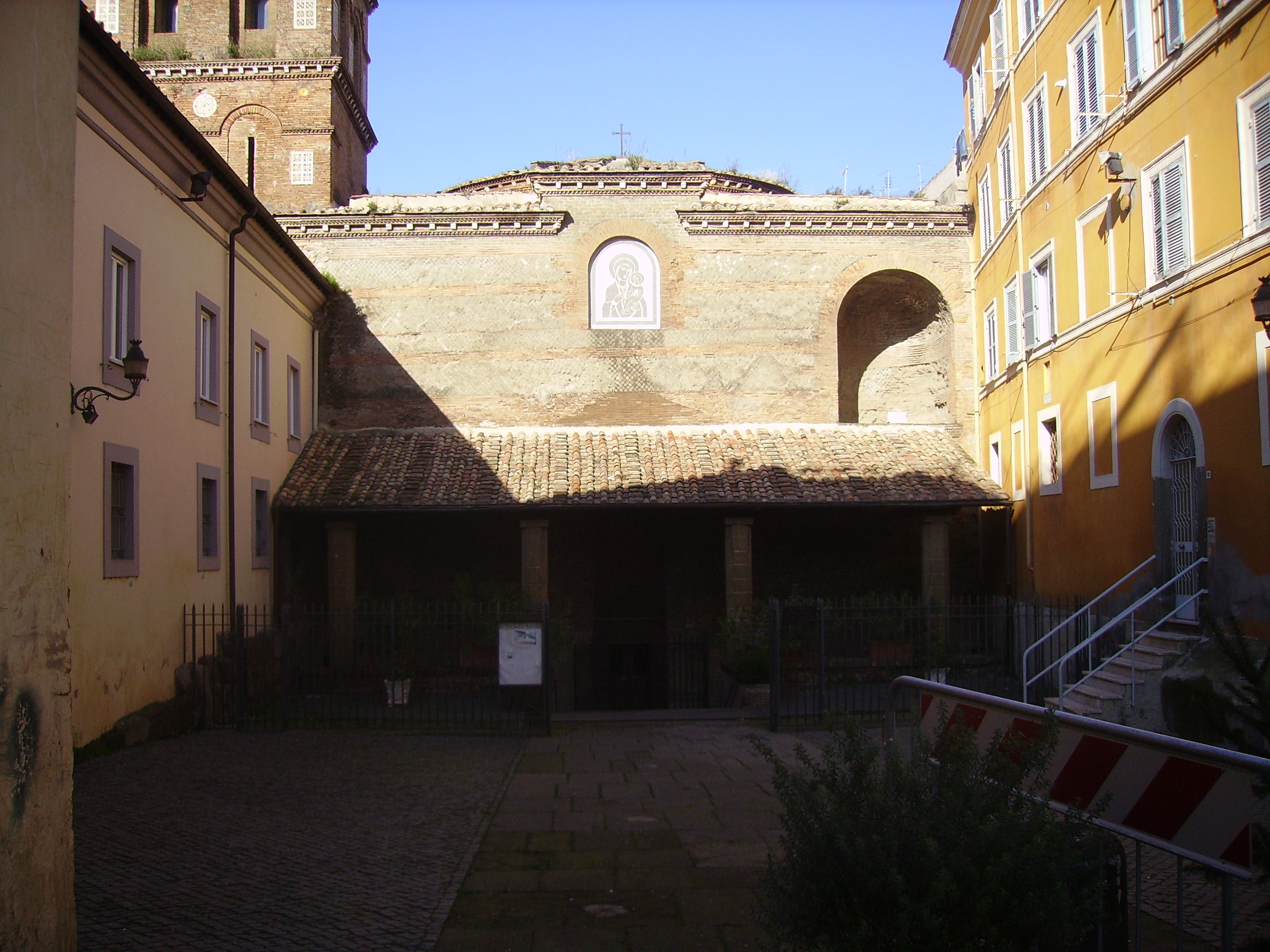
La facciata dell'ex-ninfeo, ricostruita nel 1935-1938 dopo l'abbattimento della facciata barocca.

Questo singolare edificio ha pianta cilindrica inscritta in un cubo, a somiglianza (in scala ridotta) del Pantheon di Roma, di cui imita pure il foro centrale. Il suo diametro, ad oggi, è di 16,10 metri; la circonferenza massima è 49,10 metri. Tutta la struttura è realizzata in opus mixtum.
Non è chiaro a quale scopo Domiziano avesse fatto costruire questa struttura piuttosto lontano dal complesso residenziale della sua villa. In passato si credeva fosse un tempio dedicato a Minerva o al Sole ed alla Luna, ma Giuseppe Lugli obiettò che non aveva la pianta di un tipico tempio romano, e perciò credette fosse un ninfeo isolato, opinione oggi condivisa dai più.
In epoca severiana questa struttura fu inglobata nel perimetro murato dei Castra Albana e riadattata ad impianto termale ad uso dei legionari: a questa fase risalgono i mosaici del pavimento e l'anticamera rettangolare antistante l'ingresso. Probabilmente tra il IX ed il X secolo fu riconvertita in luogo di culto, ed accolse un'immagine orientale della Madonna databile al VI-VII secolo. Si ha memoria di una prima consacrazione del luogo di culto nel 1060 ad opera di monaci basiliani della vicina abbazia di Grottaferrata, di una seconda nel 1316 ad opera di monache agostiniane. Nel 1444 fu concessa ai monaci girolamini della basilica dei Santi Bonifacio ed Alessio all'Aventino in Roma, e nel 1663 fu acquistata dalla diocesi suburbicaria di Albano che avviò importanti lavori di risistemazione: il ninfeo domizianeo divenne una chiesa barocca.
L'impalcatura barocca, arricchitasi nel corso dei secoli, venne completamente smantellata dai restauri del 1935-1938, che riportarono l'edificio all'aspetto originario, riabbassando il pavimento al livello originario, 3,30 metri sotto il piano stradale moderno. Nel corso dei restauri fu scoperto un ciclo di affreschi trecenteschi raffiguranti la Storia della Vera Croce, restaurati nel 1979.

### La guarnigione
È opinione comune che presso la villa fin dall'epoca domizianea esistesse una guarnigione stabile o perlomeno un alloggiamento di pretoriani di guardia all'imperatore. Da questo primordiale nucleo probabilmente sorsero i Castra Albana fondati da Settimio Severo.
Questo imperatore infatti, già comandante delle legioni della Pannonia, conquistò il trono dopo i tumulti seguiti all'assassinio di Commodo, sconfiggendo quattro rivali nel giro di cinque anni. Sciolse la guardia pretoriana, ormai più fonte di insicurezza che di protezione per la persona dell'imperatore, e pensò di affidare la difesa della capitale imperiale ai suoi fedeli veterani della campagna partica, la Legio II Parthica. Questi uomini furono installati ai margini della proprietà imperiale dell'Albanum, edificando le grandi strutture dei Castra Albana tuttora visibili nel centro storico di Albano.
I Castra furono dotati dal figlio di Settimio Severo, Caracalla, delle imponenti strutture delle cosiddette Terme di Caracalla, o "di Cellomaio", e dell'anfiteatro romano di Albano Laziale. All'interno dell'accampamento si trovava una delle più vaste cisterne d'acqua dell'antichità, note oggi con il nome di "Cisternoni", della capacità di 10.000 m³ d'acqua. Intorno all'accampamento, specie in località Selvotta, si trovano i semplici sepolcri dei legionari partici.